# Selecció de futbol de les Illes Chagos

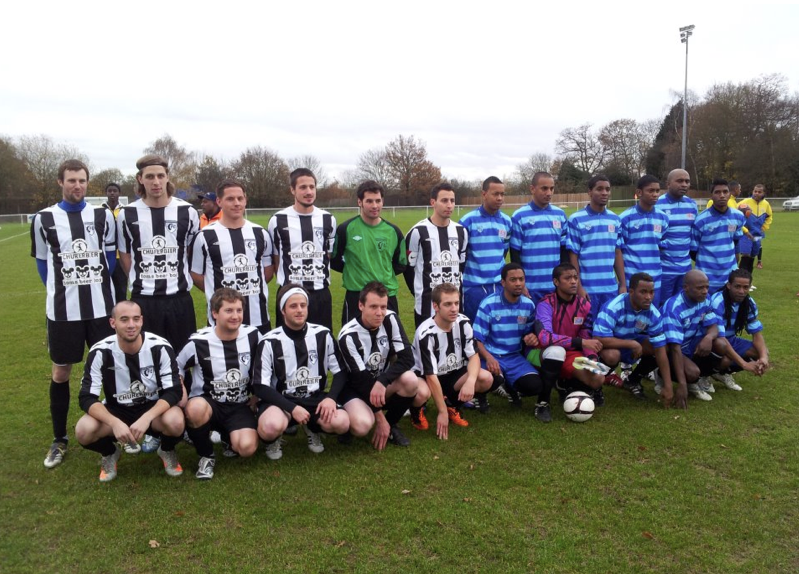
Rècia-Chagos

La selecció de futbol de les Illes Chagos és l'equip que representa l'arxipèlag de Chagos a escala internacional. No és membre de la FIFA ni de la AFC i, per tant, no pot participar en els tornejos que aquestes associacions organitzen. Està afiliat a la ConIFA. Va jugar el seu primer partit el 4 de desembre de 2011 i va batre per 6-1 la selecció de Rècia.

## Resultats en competicions
| Copa del Món de Futbol ConIFA | Copa del Món de Futbol ConIFA | Copa del Món de Futbol ConIFA | Copa del Món de Futbol ConIFA | Copa del Món de Futbol ConIFA | Copa del Món de Futbol ConIFA | Copa del Món de Futbol ConIFA | Copa del Món de Futbol ConIFA | Copa del Món de Futbol ConIFA |
| Any                           | Posició                       | PJ                            | PG                            | PE                            | PP                            | GF                            | GC                            |                               |
| ----------------------------- | ----------------------------- | ----------------------------- | ----------------------------- | ----------------------------- | ----------------------------- | ----------------------------- | ----------------------------- | ----------------------------- |
| 2014                          | no va participar              |                               |                               |                               |                               |                               |                               |                               |
| 2016                          | 12n.                          | 4                             | 0                             | 1                             | 3                             | 5                             | 27                            |                               |
| 2018                          | no va participar              |                               |                               |                               |                               |                               |                               |                               |
| Total                         | 1/3                           | 4                             | 0                             | 1                             | 3                             | 5                             | 27                            |                               |

## Partits
| Data                   | Estadi                     | Lloc                               | Competició                  |                                                  | Rival                                            | Resultat       |
| ---------------------- | -------------------------- | ---------------------------------- | --------------------------- | ------------------------------------------------ | ------------------------------------------------ | -------------- |
| 4 de desembre de 2011  | Tinsley Lane               | Crawley, Anglaterra                | Amistós                     | Illes Chagos Plantilla:Country data Islas Chagos | Raetia Plantilla:Country data Raetia             | 6-1            |
| 9 de maig de 2012      | Weycourt                   | Godalming, Anglaterra              | Amistós                     | Illes Chagos Plantilla:Country data Islas Chagos | Sealand Plantilla:Country data Sealand           | 3-1            |
| 23 de febrer de 2014   | Weycourt                   | Godalming, Anglaterra              | Amistós                     | Illes Chagos Plantilla:Country data Islas Chagos | Sealand Plantilla:Country data Sealand           | 2-4            |
| 5 de maig de 2014      | Estadi Broadfield          | Crawley, Anglaterra                | Amistós                     | Illes Chagos Plantilla:Country data Islas Chagos | Sealand Plantilla:Country data Sealand           | 1-1            |
| 31 de desembre de 2014 | Cols Park                  | Haringey, Anglaterra               | Amistós                     | Illes Chagos Plantilla:Country data Islas Chagos | Somalilandia Plantilla:Country data Somalilandia | 1-1            |
| 20 de desembre de 2015 | Central Ground             | Royal Sutton Coldfield, Anglaterra | Amistós                     | Illes Chagos Plantilla:Country data Islas Chagos | Panjab                                           | 1-4            |
| 29 de maig de 2016     | Estadi Dinamo              | Sukhumi, Abjasia                   | Copa Mundial ConIFA de 2016 | Illes Chagos Plantilla:Country data Islas Chagos | Abjasia Plantilla:Country data Abjasia           | 0-9            |
| 30 de maig de 2016     | Estadi Dinamo              | Sukhumi, Abjasia                   | Copa Mundial ConIFA de 2016 | Illes Chagos Plantilla:Country data Islas Chagos | Armenia Occidental                               | 0-12           |
| 2 de juny de 2016      | Estadi Daur Akhvlediani    | Sukhumi, Abjasia                   | Copa Mundial ConIFA de 2016 | Illes Chagos Plantilla:Country data Islas Chagos | Somalilandia Plantilla:Country data Somalilandia | 2-3            |
| 3 de juny de 2016      | Estadi Daur Akhvlediani    | Gagra, Abjasia                     | Copa Mundial ConIFA de 2016 | Illes Chagos Plantilla:Country data Islas Chagos | Raetia Plantilla:Country data Raetia             | 3-3 (pen. 2-4) |
| 25 de març de 2018     | Yorkshire NuBuilds Stadium | Fitzwilliam, Anglaterra            | Amistós                     | Illes Chagos Plantilla:Country data Islas Chagos | Yorkshire Plantilla:Country data Yorkshire       | 0-6            |
| 8 d'abril de 2018      | Cols Park                  | Haringey, Anglaterra               | Amistós                     | Illes Chagos Plantilla:Country data Islas Chagos | Barāwe Plantilla:Country data Barāwe             | 1-4            |
| 7 de juny de 2018      | Parkside                   | Aveley, Anglaterra                 | Amistós                     | Illes Chagos Plantilla:Country data Islas Chagos | Matabelelandia                                   | 0-1            |
| 9 de juny de 2018      | Bedfont Recreation Ground  | Bedfont, Anglaterra                | Amistós                     | Illes Chagos Plantilla:Country data Islas Chagos | Tuvalu Tuvalu                                    | 1-6            |
| 28 d'abril de 2019     | Moatside                   | Merstham, Anglaterra               | Amistós                     | Illes Chagos Plantilla:Country data Islas Chagos | Surrey                                           | -              |
| 25 de maig de 2019     | Menace Sorra               | Dulwich, Anglaterra                | Amistós                     | Illes Chagos Plantilla:Country data Islas Chagos | Cascadia                                         | -              |